# Grimsholmen (Sveio)
 (février 2025).
Si vous disposez d'ouvrages ou d'articles de référence ou si vous connaissez des sites web de qualité traitant du thème abordé ici, merci de compléter l'article en donnant les références utiles à sa vérifiabilité et en les liant à la section « Notes et références ».
Ne doit pas être confondu avec Grimsholmen.
Glitsholmen est une île norvégienne dans le landskap Sunnhordland du comté de Vestland. Il appartient administrativement à Sveio.

## Géographie
Rocheuse et couverte d'arbres, elle s'étend sur environ 166 m de longueur pour une largeur approximative de 112 m. 